# ケイト・ダグラス・ウィギン

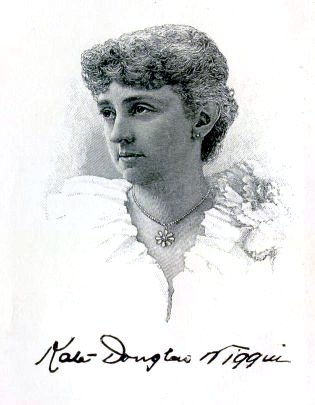
ウィギン

ケイト・ダグラス・ウィギン（Kate Douglas Wiggin、1856年9月28日 - 1923年8月24日）は、アメリカの小説家、教育家。『少女レベッカ』『ケレー家の人々』などの児童文学作品で知られる。

## 略歴
1856年、父・ロバルト・ノア・スミス、母・ヘレン・エリザベス・スミスの長女としてペンシルベニア州フィラデルフィアに生まれる。父親はケイトが幼い頃に死去。1860年に母親が再婚し、メイン州に移る。1873年、カリフォルニア州サンタバーバラに移る。その後、幼児教育のための活動を始め、幼稚園教師を養成する学校を創立、妹のノラ・アーチボールド・スミスと共に経営に当たる。
1881年、サミュエル・ウィギンと結婚するが、1890年、夫が急死。その後ヨーロッパ旅行に出かけ、船で出会った貿易商のジョージ・クリスタファー・リグスと再婚、イギリスの社交界でも活躍するようになる。代表作のRebecca of Sunnybrook Farm （少女レベッカ）やMother Carey's Chickens （ケレー家の人々）は脚色されて舞台でもたびたび上演された。1923年、イギリスの病院で死去。66歳没。

## 作品
- The Story of Patsy (1883)
- The Birds' Christmas Carol (1887)
- Timothy's Quest (1890)
- Polly Oliver's Problem (1893)
- A Cathedral Courtship, and Penelope's English Experiences (1893)
- The Village Watch-Tower (1895)
- Penelope's Progress (1898)
- Penelope's Travels in Scotland (1898)
- Penelope's Irish Experiences (1901)
- The Diary of a Goose Girl (1902)
- Rebecca of Sunnybrook Farm (1903)
- Half-a-Dozen Housekeepers (1903)
- Rose o' the River (1905)
- New Chronicles of Rebecca (1907)
- Homespun Tales (1907)
- The Old Peabody Pew (1907)
- Susanna and Sue (1909)
- Mother Carey's Chickens (1911)
- Robinetta (1911)
- A Child's Journey with Dickens (1912)
- The Story of Waitstill Baxter (1913)
- The Romance of a Christmas Card (1916)
- A Summer in a Canyon: A California Story (1893)
- Marm Lisa
- My Garden of Memory (autobiography, published posthumously in 1923)

## 日本語訳
- The Birds's Christmas Carol (1887)
  - 「クリスマスのひなどり」（細貝貞子訳、教文館、1926年）
  - 「クリスマスの天使」（谷村まち子編著、 偕成社 世界少女名作全集、1959年）
    - 「クリスマスの天使」（谷村まち子編著、 偕成社 少女名作シリーズ、1972年）
    - 「クリスマスの天使」（谷村まち子編訳、偕成社 新編少女世界名作選、1989年）

- Rebecca of Sunnybrook Farm (1903) 
  - 「野育ち : サニーブルック農園の娘レベカ」（村上文樹訳、教文館、1940年）
  - 「少女レベッカ」（大久保康雄訳、秋元書房、1955年）
    - 「少女レベッカ」（大久保康雄訳、偕成社 少女ロマン・ブックス、1968年）
    - 「少女レベッカ」（大久保康雄訳、角川文庫、1971年）- グーテンベルク21(電子書籍)で再刊

  - 「黒い目のレベッカ」（谷村まち子編著、偕成社 世界少女名作全集、1958年）
    - 「少女レベッカ」（谷村まち子訳、評論社 新書・世界の図書館、1970年）
    - 「黒い目のレベッカ」（谷村まち子編著、偕成社 少女名作シリーズ、1973年）

  - 「少女レベッカ」（山本藤枝著、講談社、1958年）
  - 「少女レベッカ」（城夏子訳、偕成社 少女世界文学全集、1959年）
  - 「少女レベッカ」（福島正実訳、講談社マスコット文庫、1966年）
    - 「少女レベッカ」（福島正実訳、講談社 セシール文庫、1981年）

  - 「少女レベッカ」（谷口由美子著、集英社 マーガレット文庫 世界の名作、1976年）
  - 「少女レベッカ」 （関七海文、ポプラ社文庫、1979年）

- New Chronicles of Rebecca (1907) 
  - 「レベッカの青春」（大久保康雄訳、秋元書房、1956年）
    - 「レベッカの青春」（大久保康雄訳、偕成社 少女ロマン・ブックス、1968年）
    - 「レベッカの青春」（大久保康雄訳、角川文庫、1971年）- グーテンベルク21で再刊

  - 「レベッカの手記」（福島正実訳、講談社マスコット文庫、1967年）

- Mother Carey's Chickens (1911)
  - 「ナンシー姉さん」（村岡花子訳、秋元書房、1956年）
    - 「ケレー家の人びと」（村岡花子訳、朋文堂、1959年）
    - 「ケレー家の人々」（村岡花子訳、角川文庫、1964年）
    - 「ナンシーの舞踏会」（村岡花子訳、講談社マスコット文庫、1967年）

  - 「母のつばさ」（山本藤枝編著、偕成社 世界少女名作全集、1959年）
    - 「母のつばさ」（山本藤枝編著、偕成社 少女名作シリーズ、1972年）

- アラビアン・ナイト（ケイト・D・ウィギン、ノラ・A・スミス編、坂井晴彦訳、福音館書店 福音館古典童話シリーズ、1997年）